# Franck Fréon
Franck Fréon (Parijs, 16 maart 1962) is een Frans autocoureur. In 2001 won hij de 24 uur van Daytona. Ook is hij actief geweest in de Formule 3000, de Indy Lights en de Champ Car.

## Carrière
Fréon begon zijn autosportcarrière in het Franse Renault 5 Turbo Championship in 1986, waarin hij als negende eindigde. In 1987 werd hij vierde in deze klasse. In 1988 stapte hij over naar het Franse Formule 3-kampioenschap, waarin hij elfde werd. Ook reed hij dat jaar in een race van het Duitse Formule 3-kampioenschap. In 1989 werd hij met twee podiumplaatsen zevende in de Franse Formule 3. Daarnaast debuteerde hij dat jaar in de sportwagens met zijn deelname aan de 24 uur van Spa-Francorchamps. In 1990 kwam hij uit in de Formule 3000, waar hij een moeilijk seizoen kende. In de eerste vijf races kwam hij uit voor het team Galaxy Racing. Hij wist zich slechts in deze periode enkel in de race op het Circuit de Pau-Ville te kwalificeren, maar werd hier wel als vijfde geklasseerd, ondanks dat hij kort voor de finish moest uitvallen. Hierna stapte het team uit de klasse. Fréon keerde in de laatste twee races wel terug bij het team Apomatox, maar kwam hier niet tot scoren. Met 2 punten werd hij twintigste in het eindklassement.
In 1991 stapte Fréon over naar de Indy Lights, waarin hij voor zijn eigen team Fréon Racing Services reed. Hij kende een goed debuutseizoen met podiumfinishes op de Milwaukee Mile, het Belle Isle Park, de Portland International Raceway en de Mid-Ohio Sports Car Course. Met 121 punten werd hij achter Éric Bachelart, Mark Smith en P.J. Jones vierde in het klassement als beste rookie. In 1992 stapte hij over naar het team Landford Racing. Hij behaalde zijn eerste zege op het Stratencircuit Long Beach en voegde hier op Portland en Cleveland nog twee overwinningen aan toe. Met drie andere podiumplaatsen en 159 punten werd hij achter Robbie Buhl tweede in de eindstand. In 1993 reed hij een derde seizoen in de klasse, ditmaal bij het team John Martin Racing. Hij won dit jaar enkel de race op Portland, alhoewel hij hiernaast nog vier podiumfinishes behaalde. Met 122 werd hij wederom tweede in het kampioenschap, ditmaal achter Bryan Herta.
In 1994 debuteerde Fréon in de Champ Car. Hij reed twee races voor het team Project Indy, twee voor Euromotorsport en een voor Indy Regency Racing. Een twaalfde plaats bij zijn debuut in Long Beach was zijn beste klassering, waardoor hij met een kampioenschapspunt op plaats 32 eindigde. Dat jaar debuteerde hij ook in de 24 uur van Le Mans bij het Team Artnature. In de IMSA GTS-klasse eindigde hij, samen met Yojiro Terada en Pierre de Thoisy, als tweede. In 1995 keerde hij terug in de Champ Car bij Project Indy, waarin hij op Long Beach vijftiende werd. Voor Indy Regency Racing schreef hij zich in voor de Indianapolis 500, waarvoor hij zich niet wist te kwalificeren. In de seizoensfinale op Laguna Seca kwam hij uit voor Payton/Coyne Racing, maar ook hier kwalificeerde hij zich niet. Datzelfde jaar debuteerde hij in de IMSA GT. Verder werd hij voor Mazdaspeed Co. Ltd. samen met Terada en Jim Downing derde in de WSC-klasse van de 24 uur van Le Mans.
In 1996 stapte Fréon over naar het Japanese Touring Car Championship, waarin hij voor Mazdaspeed reed. Een twaalfde plaats op het Sportsland SUGO was zijn beste resultaat en hij eindigde hierdoor puntloos op plaats 22 in het klassement. Dat jaar reed hij wederom met Terada en Downing in de 24 uur van Le Mans, waarin zij de LMP2-klasse wisten te winnen. Tot 1999 reed hij ieder jaar in de LMP-klasse van Le Mans, maar behaalde in deze jaren geen eremetaal meer. In 1999 debuteerde hij ook in de American Le Mans Series, de opvolger van de IMSA GT.

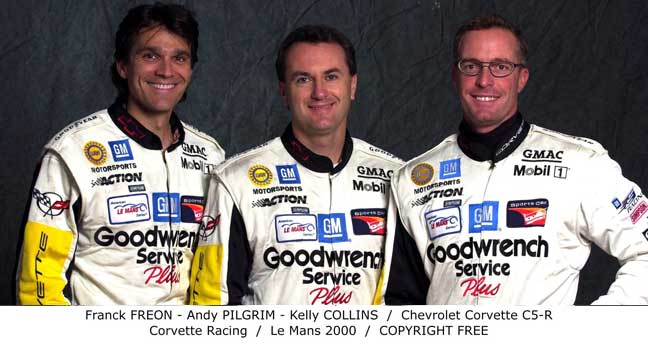
Fréon (links) met zijn teamgenoten Andy Pilgrim (midden) en Kelly Collins (rechts) tijdens de 24 uur van Le Mans in 2000.

In 2000 stapte Fréon in de 24 uur van Le Mans over naar het fabrieksteam van Corvette. Samen met Andy Pilgrim en Kelly Collins werd hij derde in de GTS-klasse. In 2001 zegevierde hij in de 24 uur van Daytona, een overwinning die hij deelde met Ron Fellows, Chris Kneifel en Johnny O'Connell. In de 24 uur van Le Mans werd hij dat jaar met Pilgrim en Collins tweede in de GTS-klasse, een prestatie die hij in 2002 wist te herhalen. In 2003 reed hij samen met Fellows en O'Connell, met wie hij in de GTS-klasse de 12 uur van Sebring wist te winnen en derde eindigde in de 24 uur van Le Mans. Dit was het einde van zijn carrière als autocoureur. Kort voordat hij stopte, richtte hij in Egg Harbor Township in New Jersey zijn eigen autodealer op.